# Chiesa di Santa Maria Giuseppa Rossello
La chiesa di Santa Maria Giuseppa Rossello è un moderno edificio religioso che sorge nel quartiere della Villetta a Savona, nelle vicinanze del seminario vescovile.

## Caratteristiche
La chiesa fu progettata nel 1958 da Giovanni Romano e Cesare Fera per venire incontro alle esigenze della crescente popolazione del quartiere residenziale della Villetta, in forte espansione urbanistica. L'edificio ha una struttura semplice, ma molto luminosa e accogliente. Si tratta di un unico vano di forma rettangolare nel cui presbiterio si staglia una semplice mensa in pietra con un crocifisso sulla parete di fondo. Il campanile è addossato al lato destro e nella base si trova il battistero. Alle spalle della chiesa scorre l'antica strada di collegamento tra Savona e l'entroterra da cui si raggiunge in pochi minuti la certosa di Loreto. Sull'altro lato della via, un muro in pietra nasconde alla vista gli orti del vicino convento dei Cappuccini.

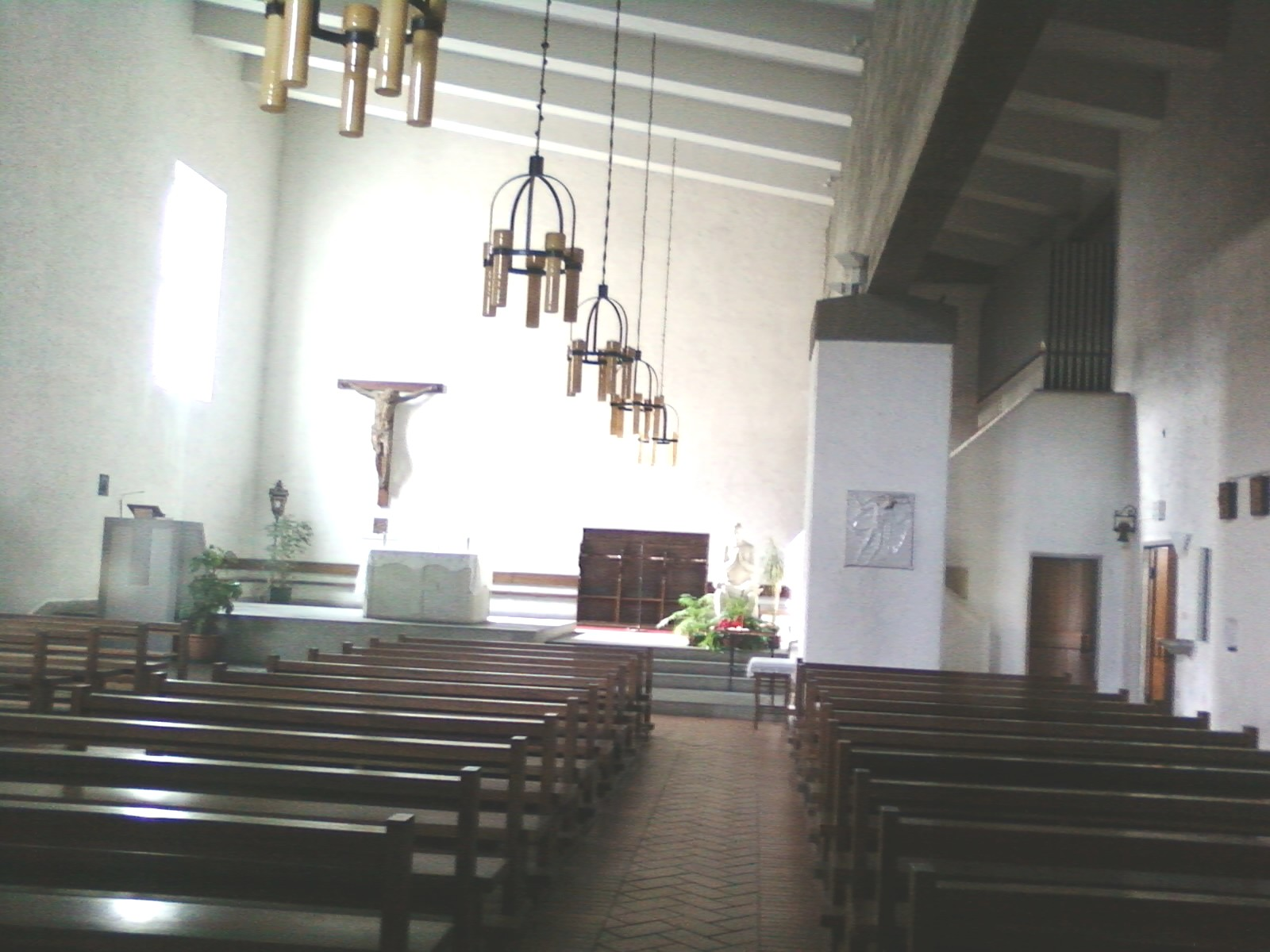
L'interno